# José Rujano
Rujano  Guillén est un nom espagnol. Le premier nom de famille, en général paternel, est Rujano ; le second, en général maternel, souvent omis, est Guillén.
José Humberto Rujano Guillén est un coureur cycliste vénézuélien né le 18 février 1982 à Santa Cruz de Mora. Professionnel entre 2003 et 2013, il a notamment été troisième du Tour d'Italie 2005, dont il a remporté le classement de la montagne. Mesurant 1,62 m pour 52 kg, son style caractéristique lui permet d'être l'un des meilleurs grimpeurs de sa génération. À ce jour, il est considéré comme étant le meilleur cycliste vénézuélien de l'histoire.

## Biographie
Il fait ses débuts dans le peloton professionnel en 2003 dans l'équipe Colombia-Selle Italia. Lors du Clásico RCN, il est contrôlé positif, disqualifié et suspendu. En 2005, ce coureur se révèle dans le Tour d'Italie 2005 en remportant la 19e étape et surtout en finissant 3e du classement général, en menant une lutte acharnée contre Paolo Savoldelli et Gilberto Simoni pour la victoire finale.
En 2006, il quitte l'équipe Selle Italia-Serramenti Diquigiovanni en cours d'année pour rejoindre la formation Quick Step. Avec celle-ci, il participe à son unique Tour de France, au cours duquel il abandonne lors de la dix-septième, sans avoir pesé sur la course. 
En 2008, Rujano est recruté par l'équipe ProTour espagnole Caisse d'Épargne. Ses résultats ne sont pas à la hauteur des attentes des dirigeants de l'équipe, qui ne renouvellent pas son contrat en fin de saison.
En 2010, Rujano rejoint l'équipe continentale professionnelle italienne ISD-Neri. Estimant être alors le troisième meilleur grimpeur du monde derrière Alberto Contador et Joaquim Rodríguez, il vise le podium du Tour d'Italie. ISD-Neri n'est cependant pas sélectionnée pour participer à ce Giro. Rujano quitte l'équipe en mai et rentre au Venezuela. Il court pour l'équipe Gobernación del Zulia en Amérique du Sud. Il souhaite alors obtenir un contrat dans une équipe ProTour pour pouvoir participer au Tour d'Espagne 2010 ou au Tour d'Italie 2011.
À la fin de l'année 2010, José Rujano signe un contrat pour les deux années suivantes avec l'équipe italienne Androni Giocattoli, dirigée par Gianni Savio. Celui-ci dit « croire en son talent » et vouloir « relancer sa carrière ». Rujano est recruté en même temps que le grimpeur italien Emanuele Sella, Savio évoquant pour ces deux coureurs une « dernière chance ». Le principal d'objectif de Rujano pour 2011 est le Tour d'Italie, et ses étapes de montagne,. Il commence la saison à la Semaine internationale Coppi et Bartali, remportée par son coéquipier Sella. Il en prend la 14e place finale et remporte le contre-la-montre par équipes avec ses six partenaires. En avril, il se classe 6e du Tour des Apennins, 8e du Tour du Trentin et 11e du Grand Prix de l'industrie et de l'artisanat de Larciano, et 6e du Tour d'Italie, après avoir remporté 2 étapes. 
Le Tour d'Italie est de nouveau son principal objectif pour la saison 2012. Il termine 5e du Tour du Trentin mais abandonne le Tour d'Italie. Hors de forme il annonce être victime d'une mononucléose, ce que contredit Gianni Savio. Par la suite, il rompt son contrat avec son équipe au 31 août et prépare la saison suivante. 
Lors de la saison 2013, il annonce pour objectif le Tour d'Italie et le Tour d'Espagne. La saison 2013 est un calvaire pour Rujano. Il est accusé d'être lié à une affaire de dopage, donc son équipe ne l'aligne pas sur le Tour d'Italie 2013. Il espère alors faire le Tour de France et le Tour d'Espagne mais il n'en sera rien. Rujano décide finalement de prendre sa retraite professionnelle à la fin de la saison 2013 lors de la Vuelta al Tachira.
Le 24 février 2014, alors qu'il court dans l'équipe amateur de la Municipalité de Guaymallén, il remporte une étape de montagne sur le Tour de Mendoza. Rujano s’est adjugé certainement l’étape de montagne la plus haute au monde : à plus de 3 800 mètres.
En janvier 2015, il remporte une étape et le classement général du Tour du Táchira.

## Style
José Rujano est un grimpeur. En 2011, il était le coureur seul à suivre Alberto Contador lors des ascensions de l'Etna et du Grossglockner. En 2011, il s'estime être le troisième meilleur grimpeur du monde derrière Alberto Contador et Joaquim Rodríguez.

## Palmarès
- 1999
  - Tour de Tovar
  - 2e du Tour de l'État de Portuguesa
  - 3e de la Vuelta a Yacambu-Lara
- 2000
  - Vuelta a Yacambu-Lara
- 2001
  - 2e du championnat du Venezuela du contre-la-montre espoirs
  -  Médaillé d'argent du championnat panaméricain sur route espoirs
  - 2e de la Vuelta a Trujillo de Perú
  -  Médaillé de bronze du championnat panaméricain du contre-la-montre espoirs
- 2002
  - 13e étape du Tour du Táchira
  - Tour de Santa Cruz de Mora
  - 3e du Tour du Táchira
- 2003
  - 4e étape du Clásico RCN
- 2004
  - Tour du Táchira :
    - Classement général
    - 5e et 13e (contre-la-montre) étapes

  - Tour du Trujillo
  - Tour de Santa Cruz de Mora
  -  Médaillé d'argent du championnat panaméricain du contre-la-montre espoirs
  - 3e du Tour du Venezuela
- 2005
  - Tour du Táchira :
    - Classement général
    - 6e, 7e et 13e (contre-la-montre) étapes

  - Tour d'Italie :
    -  Classement de la montagne
    - 19e étape

  - Clásico Ciclístico Banfoandes :
    - Classement général
    - 4e, 7e et 8e (contre-la-montre) étapes

  - 2e du Tour de Langkawi
  - 3e du Tour d'Italie
  - 3e du Giro d'Oro
- 2007
  -  Champion du Venezuela du contre-la-montre
- 2008
  - 6e du Tour d'Allemagne
- 2009
  -  Champion du Venezuela du contre-la-montre
  - 7e, 10e et 11e (contre-la-montre) étapes du Tour du Táchira
  - Clásica de San Cristóbal
  - Tour de Colombie :
    - Classement général
    - 6e, 8e, 10e et 14e (contre-la-montre) étapes

  - Tour du Venezuela :
    - Classement général
    - 8e et 9e étapes

  - Tour de Tovar :
    - Classement général
    - 2ea étape (contre-la-montre)

  - 2e de l'UCI America Tour
- 2010
  - Tour du Táchira :
    - Classement général
    - 8e étape (contre-la-montre)

  - Tour de Langkawi :
    - Classement général
    - 6e étape

  - 7e étape du Tour du Venezuela
  - 9e étape du Tour de Colombie[17]
  - 3e du Tour de Colombie
- 2011
  - 1reb étape de la Semaine internationale Coppi et Bartali (contre-la-montre par équipes)
  - Tour d'Italie :
    - Classement Azzurri[18],[9]
    - 9e[18],[19] et 13e étapes

  - 1re (contre-la-montre) et 3e étapes du Tour de Tovar
  - 6e du Tour d'Italie[8],[9]
- 2012
  - 2e du Tour de Langkawi
- 2013
  -  Champion du Venezuela du contre-la-montre
- 2014
  - 5e étape du Tour de Mendoza
  - 4e étape du Tour de Barinitas (contre-la-montre)
  - 2e du Tour de Barinitas
  - 2e du championnat du Venezuela du contre-la-montre
  - 2e du Tour du Trujillo
  - 3e de la Vuelta a Cundinamarca
  - 3e du Tour de Tovar
- 2015
  - Tour du Táchira :
    - Classement général
    - 6e étape

  - Tour de Tovar :
    - Classement général
    - 1rea (contre-la-montre), 1reb, 2e, 3e, 4e et 5e étapes

  - 2e du championnat du Venezuela du contre-la-montre
- 2016
  - 2e du Desafio Serra do Tepequém
- 2019
  - 4e étape du Grand Prix du SDIS
  - 2e du Grand Prix du SDIS
  - 2e du Grand Prix du Conseil Général de Guadeloupe
- 2020
  - Gatorade BiciRock

### Résultats sur les grands tours

#### Tour de France
1 participation
- 2006 : abandon (17e étape)

#### Tour d'Italie
5 participations
- 2005 : 3e,  vainqueur du classement de la montagne et de la 19e étape
- 2006 : abandon (13e étape)
- 2008 : 49e
- 2011 : 6e, vainqueur du classement Azzurri[8] et des 9e et 13e étapes[18]
- 2012 : abandon (19e étape)

### Classements mondiaux
| Année              | 2005 | 2006 | 2007 | 2008 | 2009 | 2010   | 2011 | 2012 | 2013 | 2014 | 2015 | 2016 |
| ------------------ | ---- | ---- | ---- | ---- | ---- | ------ | ---- | ---- | ---- | ---- | ---- | ---- |
| Classement ProTour |      |      |      | 56e  |      |        |      |      |      |      |      |      |
| UCI America Tour   | 29e  |      |      |      | 2e   | 20e    |      |      |      | 346e | 27e  | 60e  |
| UCI Asia Tour      | 16e  |      |      |      |      | 15e    |      | 28e  |      |      |      |      |
| UCI Europe Tour    | 405e |      |      |      |      | 1 180e | 362e | 296e |      |      |      |      |